# Hubert Lyautey
Louis Hubert Gonzalve Lyautey (Nancy, 17 novembre 1854 – Thorey, 27 luglio 1934) è stato un generale francese, ufficiale nelle truppe coloniali, ministro della guerra durante la prima guerra mondiale, dal 1921 Maresciallo di Francia.

## Biografia

### Educazione militare
Discendente da una famiglia di militari della Franca Contea (comune di Vellefaux), ebbe l'infanzia segnata dalla caduta, all'età di due anni, da un balcone al primo piano. Fu curato dal chirurgo Alfred Velpeau, ma dovette portare un corsetto per dieci anni, e fu obbligato a trascorrere molto tempo a letto. Entrò all'École spéciale militaire de Saint-Cyr nel 1873, fu quindi destinato in Algeria per due anni come ufficiale di cavalleria, dal 1880 al 1882, in cui scoprì la società musulmana. Non fece mai mistero delle proprie idee monarchiche.

### Indocina
Prestò servizio in Indocina dal 1894 al 1897, prima nello Stato maggiore del corpo di occupazione ad Hanoi (Tonchino), quindi in qualità di capo dell'ufficio militare del governatore militare Armand Rousseau. Fu in Tonchino che incontrò Gallieni, che in seguito ritrovò in Madagascar dove servì dal 1897 al 1902.
Diventò colonnello nel 1900, generale di brigata nel 1903, generale di divisione nel 1907.

### Marocco
Lyautey trascorse molto tempo in Marocco al tempo del protettorato francese: fu incaricato nel marzo 1907 di occupare Oujda, in rappresaglia all'assassinio, avvenuto a Casablanca, del dottor Mauchamps; represse quindi la rivolta nella regione del Béni-Snassen (novembre 1907) e fu nominato commissario di governo per la zona marocchina occupata di Oujda.
Il Trattato di Fez (marzo 1912) stabilì il protettorato francese sul Marocco, di cui Lyautey fu il primo governatore militare. Intraprese la "pacificazione" del Marocco, malgrado lo scoppio della Prima guerra mondiale, e lasciò una traccia profonda nella società e nell'urbanesimo marocchino.
Fedele alla cultura locale come la sua collaboratrice Isabelle Eberhardt, dedicò molti provvedimenti legislativi a proteggere i centri storici dalle grandi città coloniali, o a stabilire regole stringenti per lasciare ai marocchini loro spazi di libertà (interdizione ai non musulmani di entrare nelle moschee).
Durante la Prima guerra mondiale, Lyautey fu ministro della guerra del governo presieduto da Aristide Briand, fra dicembre 1916 e marzo 1917.
Ritornò subito dopo in Marocco, e fu nominato, nel 1921, Maresciallo di Francia. Ma sotto il governo di Paul Painlevé si vide ritirare il comando delle truppe impegnate contro la ribellione di Abd el-Krim, comando che fu assegnato a Philippe Pétain. Lyautey diede le dimissioni e rientrò definitivamente in Francia nel 1925.
Fu incaricato di organizzare l'Esposizione coloniale del 1931. Morì il 27 luglio 1934 nel suo castello di Thorey. Fu inumato a Rabat ma le sue ceneri furono riportate in Francia per essere deposte al cimitero dell'Hôtel des Invalides nel 1961.
Al tempo della sua permanenza in Marocco aveva affermato che «la Francia deve essere una grande potenza musulmana». Avrebbe poi detto, a proposito del Mein Kampf di Adolf Hitler: «tutti i francesi dovrebbero leggere questo libro».

## Riconoscimenti
Fu eletto (con 27 voti) all'Académie française nel 1912 al seggio n.14, accolto dallo storico Louis Duchesne che scrisse il discorso di ricevimento.
Fu elevato al rango di Maresciallo di Francia nel 1921.

## Opere
- Le rôle social de l'officier (1891)
- Du rôle colonial de l'armée (1900)
- Dans le Sud de Madagascar, pénétration militaire, situation politique et économique (1903)
- Lettres du Tonkin et de Madagascar: 1894-1899 (1920)
- Paroles d'action: 1900-1926 (1927)
- Lettres de jeunesse: 1883-1893 (1931)
- Vers le Maroc: lettres du Sud-Oranais: 1903-1907 (postumo, 1937)
- Notes de jeunesse: 1875-1877, in Rayonnement de Lyautey (postumo, 1947)